# Praga 7
Praga 7 – dzielnica Pragi rozciągająca się na północ od centrum miasta, w zakolu Wełtawy. Składa się z mniejszych dzielnic: Holešovice, Bubeneč, Troja.
Obszar dzielnicy wynosi 7,4 km² i jest zamieszkiwany przez 43 505 mieszkańców (2006).